# Jody et le faon (roman)
The Yearling
Ne doit pas être confondu avec Jody et le Faon.
Jody et le faon (The Yearling) est un roman jeunesse de l'écrivaine américaine Marjorie Kinnan Rawlings, publié en mars 1938. Il remporte le prix Pulitzer du roman en 1939. C'est le roman le plus vendu aux États-Unis en 1938. Illustré par N.C. Wyeth, le livre est traduit en plusieurs langues.

## Genèse
L'auteure, originaire de Washington DC, découvre la Floride en 1928 quand elle s'y installe avec son mari. Elle partage son temps entre l'entretien de sa ferme et l'écriture. En 1930, elle envoie plusieurs nouvelles au Scribner’s Magazine. Les récits attirent l'attention de Maxwell Perkins, qui devient l'éditeur de Rawlings et la conseille.
En 1938, Rawlings sort Jody et le faon aux éditions Scribner. Le livre est accompagné d'illustrations réalisées par N. C. Wyeth. Pour ce récit, elle s'inspire de sa vie en Floride, des gens qu'elle y rencontre, et plus particulièrement d'une jeune fille Ellie et de son cerf apprivoisé, qui sera abattu après être sorti de son enclos pour manger les légumes de la famille,. 
En 1942, Rawlings sort son roman autobiographique, Cross Creek, dans lequel est décrit les évènements qui influenceront la création de Jody et le faon.

## Résumé
Dans les années 1870, le jeune Jody Baxter vit avec ses parents, Ora et Ezra « Penny » Baxter, dans une petite ferme au fond des bois de Big Scrub en Floride, quelques années après la guerre civile américaine. Ses parents ont eu six autres enfants avant lui, mais ils sont morts en bas âge. Sa mère a du mal à créer des liens avec le garçon. Jody aime le plein air et sa famille. Il veut un animal de compagnie depuis aussi longtemps qu'il se souvienne, mais sa mère dit qu'ils ont à peine assez de nourriture pour se nourrir, sans parler d'un animal de compagnie.
Les Baxter et leurs voisins, les Forrester, se disputent à propos d'un ours qui attaque le bétail des Baxter. Ils continuent de se battre pour presque tout. Bien que les Forrester soient présentés comme un clan peu recommandable, le plus jeune fils handicapé, Aile-de-Paille, est un ami proche de Jody.
Un jour, les Forrester volent les porcs des Baxters. Alors que Jody et son père Penny sont à la recherche des animaux volés, Penny est mordu au bras par un serpent à sonnette. Penny tire sur une biche afin d'utiliser son foie pour extraire le venin du serpent. Cela sauve la vie de Penny mais laisse un faon orphelin.
Jody convainc ses parents de lui permettre d'adopter le faon et il devient son compagnon de jeu. C'est son ami Aile-de-Paille qui nomme le jeune cervidé Fanion. Le livre explore la vie de Jody à mesure qu'il grandit avec Fanion. Jody doit faire face à des relations tendues, la faim, la mort d'un ami et les caprices de la nature à la suite d'une inondation catastrophique. Il vit également des moments de tendresse avec sa famille, le faon, ses voisins et ses proches. Avec son père, il se retrouve confronté à la dure vie d'agriculteur et de chasseur. Tout au long du récit, les Baxter, bien élevés et très croyants, et les bonnes gens du village de Volusia et de la « grande ville » Ocala, contrastent fortement avec leurs voisins hillbillies, les Forrester.
Alors que Jody fait ses derniers pas vers la maturité, il est obligé de faire un choix désespéré entre Fanion et sa famille. Les parents se rendent compte que la croissance de l'animal met leur survie en danger, car il persiste à manger la récolte de maïs dont la famille dépend pour se nourrir l'hiver prochain. Le père de Jody ordonne au garçon d'emmener Fanion dans les bois et de l'abattre, mais Jody ne peut se résoudre à le faire.
Lorsque sa mère tire sur le cerf et le blesse, Jody est obligé de l'achever. Dans une fureur aveugle, le jeune garçon s'enfuit, pour se heurter au véritable sens de la faim, de la solitude et de la peur. Après une tentative mal conçue pour rejoindre un ami plus âgé à Boston alors qu'il voyageait dans un canoë hors d'usage, Jody est récupéré par un navire postal et renvoyé à Volusia. En fin de compte, Jody arrive à maturité, assumant des responsabilités de plus en plus adultes dans le difficile « monde des hommes », mais toujours entourée de l’amour de sa famille.

## Personnages

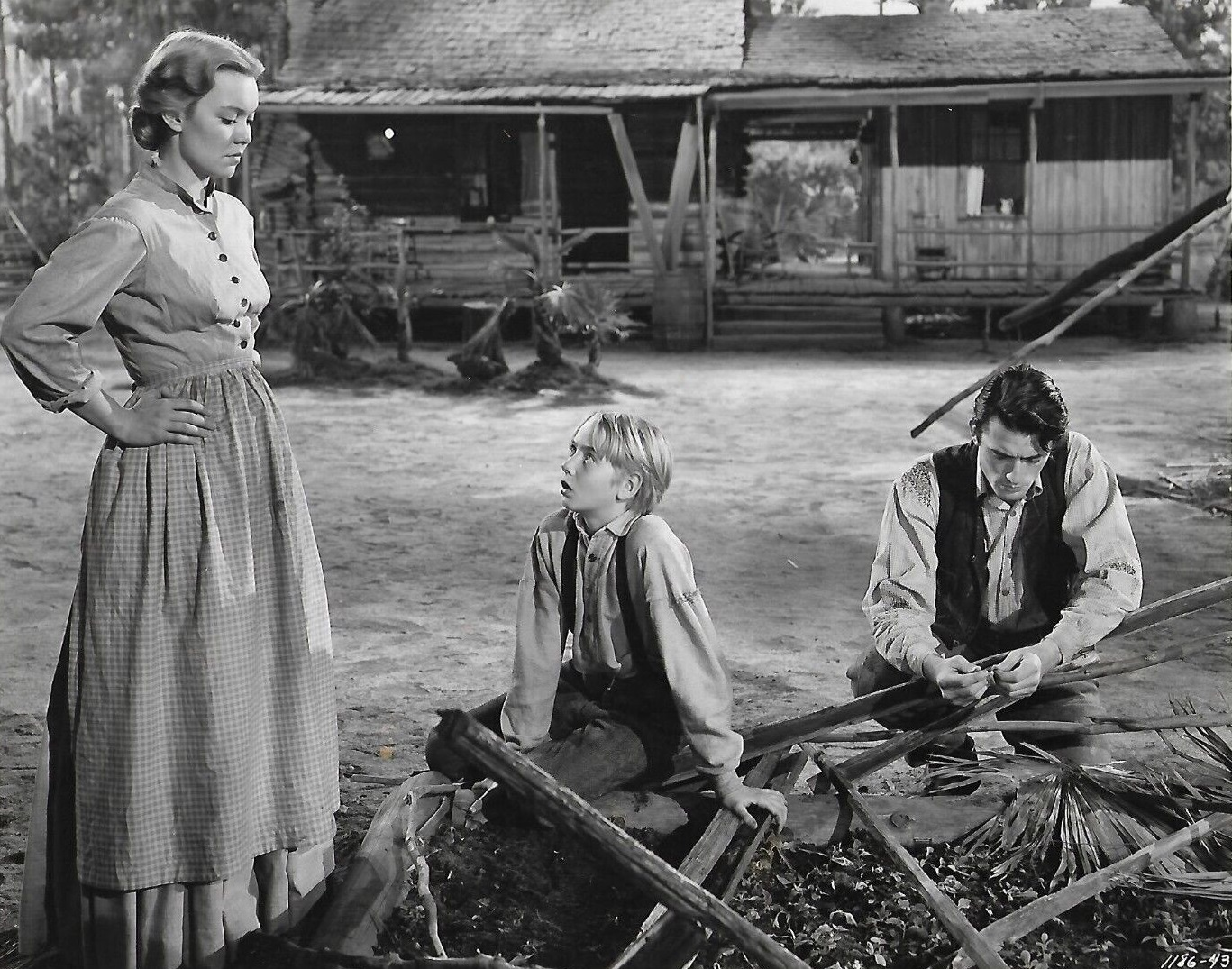
La Famille Baxter, dans le film de 1946 : Ora, Jody et Penny.

- La Famille Baxter, dans le film de 1946 : Ora, Jody et Penny.Ezra « Penny » Baxter a été élevé par un ministre sévère qui ne permettait aucun loisir ni relâchement. Il traite généreusement son fils Jody en raison de sa propre éducation. Il servait dans l'armée pendant la guerre civile. Il est surnommé « Penny » par Lem Forrester en raison de sa petite taille.
- Ora Baxter : La mère de Jody. Elle est présentée sous le nom de « Ora ». Penny l'appelle « Ory ». Elle est souvent appelée « Ma » ou « Ma Baxter ».
- Jody Baxter : Le fils d'Ora et Penny Baxter.
- Fanion (Flag) : Le faon de Jody.
- Les Forrester : (Pa et Ma Forrester, Buck, Mill-Wheel, Arch, Lem, Gabby, Pack, Aile-de-Paille). Une famille qui vit près des Baxter. Bien qu'Ora ne les aime pas beaucoup, ils sont amis de Penny et Jody. Cependant, il y a des conflits occasionnels entre eux et les Baxter.
- Aile-de-Paille Forrester (Fodder-wing Forrester) : le meilleur ami de Jody. Il est infirme et est né avec une silhouette voûtée. On le pense plutôt particulier, mais il a un grand penchant pour les animaux.
- Julia : Chien de chasse appartenant aux Baxter.
- Rip : Bulldog appartenant aux Baxter.
- Perk : Chien de race Feist (en), il appartenait à l'origine aux Baxter mais a été échangé aux Forrester contre une nouvelle arme.

## Réception et critique
Jody et le faon est le roman le plus vendu aux États-Unis en 1938. Il reste 20 semaines dans les meilleures ventes, faisant du livre un best-seller. Il s'est vendu à plus de 250 000 exemplaires,.
Le récit gagne le prix Pulitzer du roman en 1939. Il est traduit en espagnol, chinois, français, japonais, allemand, italien, russe et dans 22 autres langues,.

## Publications
La première édition française sort en 1946. Depuis, le livre est réédité régulièrement :
Liste non exhaustive
- Jody et le faon [« The Yearling »]  (trad. Denise van Moppès), Paris, Éditions Albin Michel, 1946, 367 p. (BNF 32558503)
- Jody et le faon [« The Yearling »]  (ill. Paul Durand), Paris, Hachette Jeunesse , coll. « Bibliothèque verte », 1961, 254 p.
- Jody et le faon [« The Yearling »], Paris, Éditions Gallimard, coll. « Folio Junior », mai 1994, 430 p. (ISBN 978-2070584956)
- Jody et le faon [« The Yearling »]  (trad. Denise van Moppès, ill. Paul Blow), Paris, Éditions Albin Michel, novembre 2023, 456 p. (ISBN 978-2226460684)

## Archives
Les notes et le manuscrit du roman sont conservés dans les archives de l'Université de Floride, à Gainesville.

## Adaptations
Le roman est adapté dans un film du même nom en 1946, avec Gregory Peck dans le rôle de Penny Baxter, Jane Wyman dans le rôle d'Ora Baxter et Claude Jarman Jr. dans le rôle de Jody. Le film est nommé aux Oscars dans plusieurs catégories.
En 1949, Claude Pascal adapte le film en bande dessinée pour un journal, sous le même titre : Jody et le Faon.
Une adaptation musicale de Broadway, avec la musique de Michael Leonard et les paroles d'Herbert Martin, est produite par le producteur Lore Noto (en) en 1965. Le livre est adapté pour la scène par Lore Noto et Herbert Martin. David Wayne et Delores Wilson jouent Ezra et Ora Baxter. Le spectacle n'a été joué que pour trois représentations.
Barbra Streisand a enregistré quatre chansons pour le spectacle : « I'm All Smiles », « The Kind of Man A Woman Needs », « Why Did I Choose You ? » et « My Pa »,.
Une version animée japonaise est sortie en 1983.
Le film Marjorie (Cross Creek) de 1983, sur la vie de Rawlings et l'incident qui a inspiré le roman, met en vedette Mary Steenburgen, Rip Torn, Peter Coyote et Dana Hill.
Une adaptation sous forme de téléfilm en 1994 met en vedette Peter Strauss dans le rôle d'Ezra Baxter, Jean Smart dans le rôle d'Ora Baxter et Philip Seymour Hoffman dans le rôle de Buck.
Une chanson de 2012 de l'auteur-compositeur et interprète Andrew Peterson, « The Ballad of Jody Baxter », traite de thèmes de Jody et le faon. La chanson est sur son album Light for the Lost Boy.